# Государственные ансамбли Эстонии

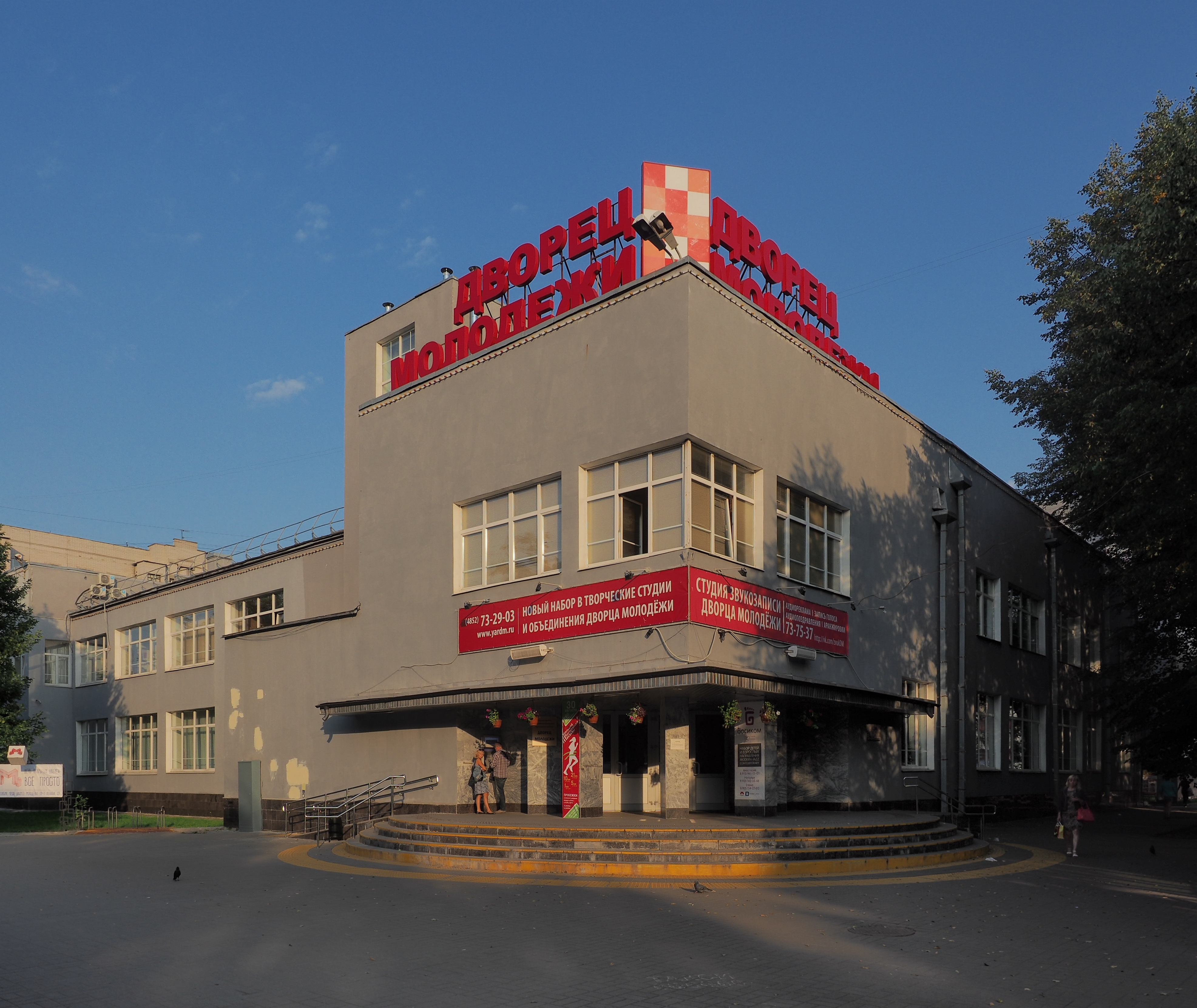
Здание бывшего клуба «Гигант» в Ярославле, ставшее базой художественных коллективов Государственных ансамблей Эстонии

«Государственные ансамбли Эстонии» (эст. Eesti NSV Riiklikud Kunstiansamblid; ERKA) — объединённый коллектив творческих деятелей Эстонской ССР, находившихся в эвакуации в российском городе Ярославле в годы Великой Отечественной войны.
Летом 1940 года Эстония была присоединена к СССР. В июле — октябре 1941 года Эстонская ССР была оккупирована немецкими войсками. В числе 30 тысяч человек из республики в советский тыл были эвакуированы деятели культуры. 16 декабря 1941 года Комитет по делам искусств СССР распорядился собрать их в одном месте, на что было выделено 1,4 млн рублей. Разместить «Государственные ансамбли Эстонии» было решено в Ярославле.
Руководителем был назначен режиссёр Прийт Пылдроос. В «ансамблях» оказались дирижёры Юри Варисте, Роман Матсов; композиторы Эдгар Арро, Борис Кырвер, Эуген Капп, Хуго Лепнурм, Лео Нормет, Густав Эрнесакс; певцы Александр Ардер, Виктор Гурьев, Георг Отс (здесь начал раскрываться его талант); педагог вокала Клаудия Таев; пианисты Анна Клас, Бруно Лукк; скрипач Владимир Алумяэ; концертмейстер Текла Коха; режиссёр Каарел Ирд; актёры Пауль Пинна, Антс Лаутер, Юри Ярвет (выступал в составе танцевального коллектива); балерины Анна Экстон, Аста Саар (позднее Отс); писатель Юхан Смуул; архитектор Арнольд Алас; скульптор Энн Роос; художники Прийду Аавик, Адамсон-Эрик, Айно Бах, Моорт Бормейстер, Эуген Вайно, Хенрик Витсур, Яан Енсен, Эрнст Коллом, Эско Лепп, Пауль Лухтейн, Эвальд Окас, Александр Пилар, Эрих Ребане, Рихард Сагритс, Эдуард Эйнманн; и другие, всего к марту 1942 года около 300 человек.
Жили эстонцы в основном в городской гостинице и на квартирах. Базой художественных коллективов стал клуб «Гигант», художники работали в Гостином дворе, писатели — дома. Молодые люди неоднократно подавали прошения об отправке их в действующую армию, но ни одно из них не было удовлетворено. Летом 1943 года эстонские художники участвовали в создании светомаскировки ярославских предприятий.
В зависимости от специальностей эстонцы были распределены в мужской и смешанный хоры, симфонический и эстрадный оркестры, квинтет духовых инструментов, театральную труппу, танцевальный коллектив, художественную студию, писательскую секцию. Концертные коллективы выступали как на местной сцене, так и на передовой и в госпиталях; за первый год ими было дано более четырёхсот концертов, из которых около половины — перед воинами. Записанные в Ярославле патриотические песни транслировались по радио на оккупированную территорию Эстонии. 4 января 1943 года в «Гиганте» был учреждён Союз художников Советской Эстонии.
В первый год, помимо прочего, Эуген Капп написал в Ярославле хоровую композицию «Родная страна» и симфонию «Патриотическая», Хуго Лепнурм — кантату «Великий Октябрь», Эрих Адамсон-Эрик создал портрет первого эстонца — Героя Советского Союза Арнольда Мери, Энн Роос создал скульптуру «Партизанки в оккупированной Эстонии», Энн Роос и Арнольд Алас начали работу над монументом освободителям Эстонии, впоследствии известным как «Бронзовый солдат». Ряд работ был посвящён 600-летию эстонского антинемецкого восстания Юрьевой ночи, отмечавшегося в апреле 1943 года: кантаты «Огни Юрьевой ночи» Хуго Лепнурма и «Боевой рог» Густава Эрнесакса, около 50 картин, выставлявшихся в Москве на посвящённой этой дате выставке, в том числе «Сигнал» Эвальда Окаса. Переход советской армии в наступление был отмечен такими произведениями как оркестровый «Марш 917-го полка» и музыка для кантаты «Канун победы» Эдгара Арро, картина «Пленные» Эвальда Окаса. В последний год войны появились первая эстонская советская опера «Огни мщения», хоровая композиция «Ты в бурях устояла» и «Победный марш» для духового оркестра Эугена Каппа, Густав Эрнесакс начал написание музыки для гимна Эстонской ССР.
В Ярославле вступили в брак художники Рихард Сагритс и Алиса Коорвери, певец Георг Отс и балерина Аста Саар, художник Александр Пилар и Нина Паркерман. В детские годы в Ярославле в эвакуации находились впоследствии известные эстонцы: литературный критик Аксель Тамм, публицист Эдуард Тинн, композитор Tõnis Kõrvits.
С освобождением Эстонии в сентябре 1944 года началась реэвакуация эстонцев… Мужской хор под управлением Густава Эрнесакса стал Государственным академическим мужским хором Эстонской ССР, ныне это — Эстонский национальный мужской хор. Широкую известность получил квинтет духовых инструментов, получивший имя Яна Тамма. Союз художников Советской Эстонии, первоначально состоявший из 14 человек, впоследствии стал Союзом художников Эстонской ССР, ныне это — Эстонский союз художников.